# Col de la dent
Pour les articles homonymes, voir Collet.
Le col de la dent (ou collet de la dent) est la partie formant la limite entre la couronne et la racine.
On distingue : 
- le col anatomique, à la limite entre la couronne anatomique et la racine dentaire c'est-à-dire entre la partie recouverte d'émail dentaire et la partie recouverte de cément.
- le col physiologique, à la limite entre la couronne clinique soit la partie apparente de la couronne de la dent et partie enfouie.

Le collet physiologique peut évoluer avec l'âge, soit à la suite d'une égression de la dent compensant une usure, soit à la suite d'une récession parodontale.

## Pathologies
Les pathologies sont assez fréquentes à ce niveau :
- Caries. Cette zone est assez difficile à nettoyer en raison de son anatomie : le collet est en creux. Il faut donc utiliser une brosse à dents souple avec une méthode adéquate.
- Hypersensibilité dentinaire. Le cément qui protège la racine est très fin. Cette zone sera donc facilement sensible.
- Mylolyse. La mylolyse est une usure de la dent qui n'est pas liée à la carie. Elle est due à l'association de plusieurs facteurs : forces occlusales importantes (bruxisme) ou non physiologiques ; brossage trop vigoureux et horizontal.
- Récessions gingivales ou récessions parodontales. Celle-ci entraîne une dénudation du collet. L'étiologie est sensiblement identique à celle des mylolyse. La réaction dépend de l'individu.